# Frank Rennicke
Frank Rennicke (ur. 18 grudnia 1964 w Brunszwiku) – niemiecki muzyk folkowy, poeta, gitarzysta i pieśniarz, sam określający się jako nationaler Barde, znany ze swoich neonazistowskich przekonań, aż do delegalizacji w 1994 roku członek narodowosocjalistycznej, wzorowanej na Hitlerjugend organizacji Wiking-Jugend.
Utwory Rennickego, odgrywane przez niego na gitarze odzwierciedlają jego nacjonalistyczne poglądy. Zawierają treści gloryfikujące Wehrmacht, określające granicę na Odrze i Nysie jako granicę hańby (Schandgrenze), nazywające Polskę zabrudzoną niemiecką ziemią (Beschmutzer deutscher Erde), a także antyamerykańskie.
18 października 2002 Rennicke wraz ze swoją żoną Ute zostali skazani na 17 miesięcy więzienia odpowiednio za słowa piosenek oraz za odmowę odcięcia się od treści w nich zawartych.
W maju 2009 został zgłoszony jako kandydat DVU i NPD na stanowisko prezydenta Republiki. W głosowaniu z 23 maja 2009 uzyskał 4 głosy. W 2010 ponownie kandydował w wyborach prezydenckich z ramienia NPD, otrzymując w dwóch pierwszych turach po 3 głosy.